# Kranjska Gora (comune)
Kranjska Gora (ufficialmente in sloveno Občina Kranjska Gora) è un comune (občina) della Slovenia. Ha una popolazione di 5 212 abitanti ed un'area di 256,3 km². 
Appartiene alla regione statistica dell'Alta Carniola. È l'unico comune del distretto dell'alta Carniola che confina con l'Italia (comune di Tarvisio), trovandosi in corrispondenza del triplice confine (Austria, Italia e Slovenia). La sede del comune si trova nell'insediamento di Kranjska Gora.

## Simboli
Il simbolo del comune di Kranjska Gora è il fagiano di monte, una specie protetta che simboleggia la natura incontaminata, l'amore e la ricchezza della regione.

## Geografia antropica

### Suddivisioni amministrative
Il comune di Kranjska Gora è formato da 10 insediamenti (naselja):
- Belca
- Dovje
- Gozd Martuljek
- Kranjska Gora, insediamento capoluogo comunale

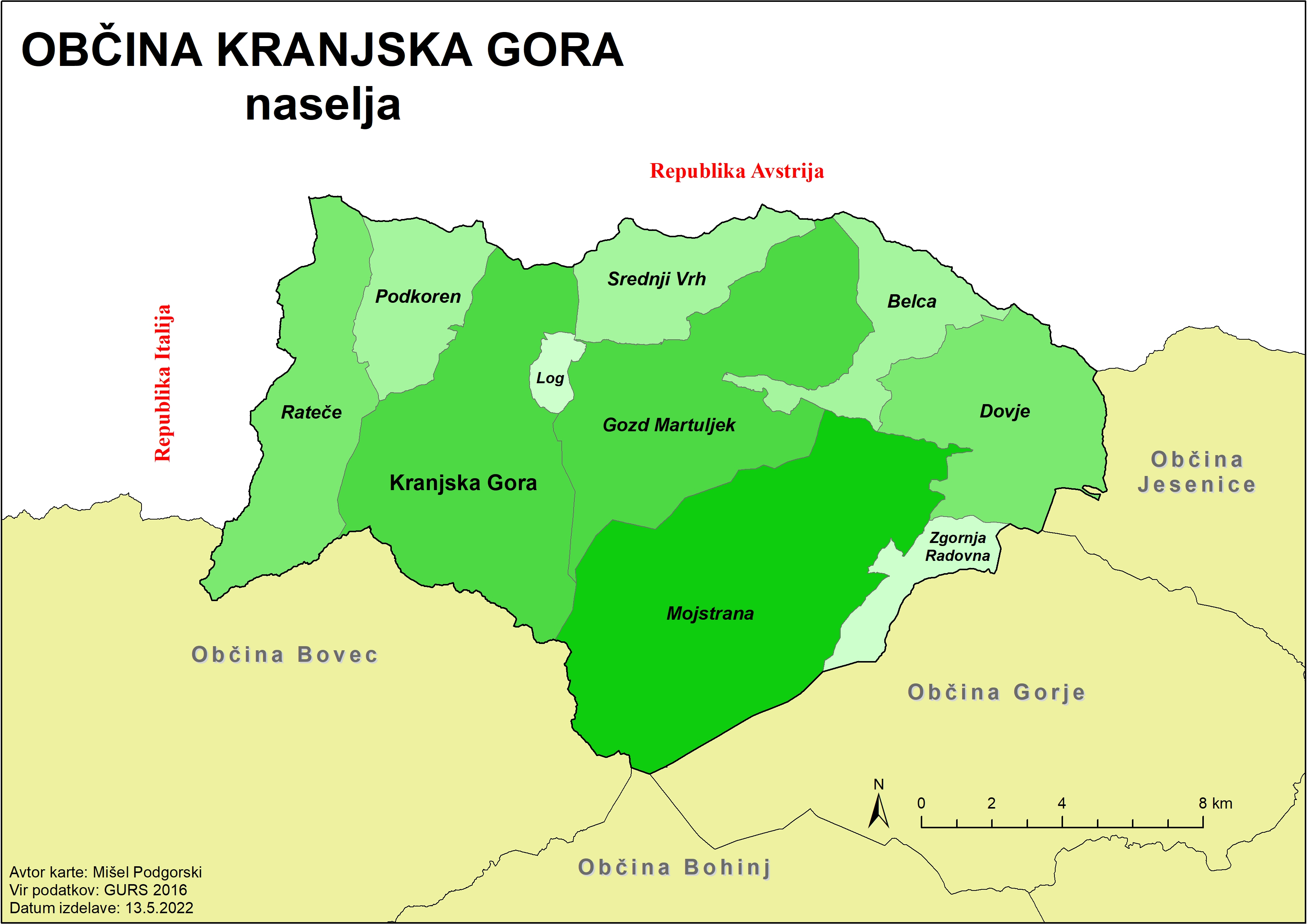
Mappa degli insediamenti

- Log
- Mojstrana
- Podkoren
- Rateče
- Sdrednji Vrh
- Zgornja Radovna

## Amministrazione
| Periodo | Periodo   | Primo cittadino | Partito | Carica  | Note |
| ------- | --------- | --------------- | ------- | ------- | ---- |
| 1994    | 1998      | Jože Kotnik     |         | sindaco |      |
| 1998    | 2002      | Jože Kotnik     |         | sindaco |      |
| 2002    | 2006      | Jure Žerjav     |         | sindaco |      |
| 2006    | 2010      | Jure Žerjav     |         | sindaco |      |
| 2010    | 2014      | Jure Žerjav     |         | sindaco |      |
| 2014    | 2018      | Janez Hrovat    |         | sindaco |      |
| 2018    | 2022      | Janez Hrovat    |         | sindaco |      |
| 2022    | in carica | Henrika Zupan   |         | sindaco |      |

### Gemellaggi
- Waasmunster
- Santa Marinella, dal 2009